# Universidad Tecnológica de Santiago
Die Universidad Tecnológica de Santiago (UTESA) ist eine private Universität in Santiago de los Caballeros, Dominikanische Republik.
Die Gründung erfolgte 1974.